# The Eve of St. Mark
The Eve of St. Mark è un film statunitense del 1944 diretto da John M. Stahl.
È un film di guerra ambientato durante la seconda guerra mondiale e basato sull'omonima opera teatrale di Maxwell Anderson. Il titolo deriva dalla leggenda di St Mark's Eve e dal titolo di una poesia incompiuta del 1819 di John Keats.

## Produzione
Il film, diretto da John M. Stahl su una sceneggiatura di George Seaton con il soggetto di Maxwell Anderson (autore del dramma teatrale), fu prodotto da Twentieth Century Fox Film Corporation e girato nei 20th Century Fox Studios a Century City in California Il titolo completo fu Maxwell Anderson's The Eve of St. Mark.

## Distribuzione
Il film fu distribuito negli Stati Uniti nel 1944 al cinema dalla Twentieth Century Fox. È stato poi pubblicato in DVD negli Stati Uniti dalla Forgotten Hollywood. È stato distribuito anche in Portogallo con il titolo Véspera de S. Marcos.